# Теоктист Сучавски
Вижте пояснителната страница за други личности с името Теоктист.
Теоктист Сучавски е молдовски православен митрополит на Сучава между 1453 и 1477 г.
Според Дмитрий Кантемир той е родом от България, което означава че е българин по произход. Ръкоположен за епископ през 1451 г. от печкия патриарх Никодим II. Според Кантемир Теоктист е дякон на Марк Ефески. Кантемир също твърди, че благодарение на Теоктист в Молдова е „изхвърлена латиницата и е наложена кирилицата“, което е повече от съмнително съждение, но протохронистите сочат това като аргумент в полза на романския произход на власите. 
Митрополит Теоктист коронясва Стефан Велики през 1457 г., с което осигурява окончателното налагане на православието в Княжество Молдова. Митрополит Теоктист е върл противник на Флорентинската уния и на предходния му молдовски митрополит Дамян Сучавски, участник във Фераро-флорентинския събор и подписал акта на унията с Рим. Дамяновият приемник на престола на архиепископ на Сучава и митрополит на Молдова Йоаким Сучавски е изгонен позорно от Молдова от група поддръжници на Теоктист, който заема неговото място. Промяната настъпва веднага след превземането на Константинопол на 29 май 1453 г. при управлението на Александрел.
Митрополит Теоктист е пръв съветник на Стефан Велики по духовните въпроси. Освен това той ръководи издигането на манастира Путна и го освещава на 3 септември 1469 г. в присъствието на цялото молдовско духовенство. Погребан е в манастира Путна и благодарение на надгробната му плоча е известна датата на смъртта му.